# Маврикийский ожереловый попугай
Маврикийский ожереловый попугай (лат. Psittacula eques) — вид птиц из семейства Psittaculidae. Известно два подвида: вымерший номинативный подвид (Psittacula eques  eques) с  Реюньона и маврикийский кольчатый попугай (Psittacula eques echo) с Маврикия. Подвидами одного вида они были признаны по итогам исследования 2008 года.
Эндемик Маскаренских островов, на которых является единственным невымершим видом попугаев.

## Описание
Длина 34—42 см. Масса 167—193 г, размах крыльев 49—54. Общий окрас зелёный, самки темнее. На шее заметно два воротника в форме не замыкающихся на шее колец. У самцов один из них чёрный, а другой розовый.

## Биология
Основу диеты составляют растения, произрастающие на Маврикии. Попугаи кормятся преимущественно на деревьях.
Вид считается редчайшим и наиболее угрожаемым на Маскаренских островах, его даже называли «самым редким в мире попугаем».